# Poupas
Poupas é uma comuna francesa na região administrativa de Occitânia, no departamento de Tarn-et-Garonne. Estende-se por uma área de 10,26 km². Em 2010 a comuna tinha 84 habitantes (densidade: 8,2 hab./km²).